# Ruler
Đây là một tên người Triều Tiên, họ là Park.
Park Jae-hyuk (tiếng Hàn Quốc: 박재혁; sinh ngày 29 tháng 12 năm 1998), thường được gọi là Ruler, là một tuyển thủ Liên Minh Huyền Thoại chuyên nghiệp người Hàn Quốc hiện đang thi đấu cho đội tuyển Gen.G. Trong sự nghiệp của mình, anh đã giành được một danh hiệu League of Legends Champions Korea (LCK), hai danh hiệu League of Legends Pro League (LPL), hai danh hiệu Mid-Season Invitational (MSI) và một danh hiệu Chung kết thế giới. Anh được xem là một trong những người chơi xạ thủ vĩ đại nhất mọi thời đại.
Sự nghiệp của Ruler bắt đầu vào năm 2016 khi anh gia nhập đội Stardust của LCK Challengers League. Cuối năm đó, anh gia nhập Samsung Galaxy của LCK. Anh đã lọt vào Chung kết Giải vô địch Liên Minh Huyền Thoại Thế giới năm 2016 trong mùa giải đầu tiên của mình và năm sau, anh giành chức vô địch Chung kết thế giới 2017. Ruler đã được KSV Esports, sau này đổi tên thành Gen.G, chiêu mộ cho mùa giải LCK 2018. Từ năm 2018 đến năm 2022, anh giành được một danh hiệu LCK và có bốn lần tham dự giải vô địch thế giới. Anh rời LCK để gia nhập JD Gaming vào mùa giải 2023. Trong năm đầu tiên, anh đã giành được hai danh hiệu LPL liên tiếp cùng với Mid-Season Invitational 2023 và một lần nữa tham dự Chung kết thế giới. Ruler chia tay JD Gaming và ký lại hợp đồng với Gen.G cho mùa giải 2025. Anh cũng đại diện cho đội tuyển quốc gia Hàn Quốc tại Đại hội thể thao châu Á 2018 và Đại hội thể thao châu Á 2022.
Thành tích cá nhân của Ruler bao gồm các danh hiệu như MVP tại Giải vô địch thế giới, MVP mùa giải LCK. Anh cũng trở thành tuyển thủ thứ 11 tại LCK đạt 1.000 điểm hạ gục và là người thứ ba đạt 2.000 điểm hạ gục.

## Sự nghiệp

### Bước đầu sự nghiệp
Ruler bắt đầu sự nghiệp thi đấu của mình vào năm 2016 khi anh gia nhập Stardust của Challengers Korea, một giải đấu trẻ dành cho League of Legends Champions Korea (LCK).

### Samsung Galaxy (2016–2017)
Ruler đã được Samsung Galaxy (SSG) ký hợp đồng cho LCK Mùa Hè 2016. SSG kết thúc mùa giải ở vị trí thứ tư trên bảng xếp hạng. Ở vòng đầu tiên của vòng loại trực tiếp, SSG đã đánh bại Afreeca Freecs. Đối thủ của họ ở vòng tiếp theo là KT Rolster, đội mà họ đã thua với tỷ số 0–3, chấm dứt hành trình vòng loại trực tiếp của họ. Tích lũy được 50 điểm vô địch, SSG bước vào vòng loại khu vực LCK cho Giải vô địch thế giới 2016. Họ đã giành hạt giống thứ 3 của LCK tại Chung kết thế giới bằng cách đánh bại KT Rolster trong trận chung kết. Sau khi tiến lên với tư cách là hạt giống số 1 từ bảng đấu của mình, SSG đã đánh bại cả Cloud9 và H2k-Gaming trong vòng loại trực tiếp, giành được một suất vào trận chung kết với SK Telecom T1 (SKT). SKT đã giành chiến thắng trong hai ván đầu tiên. Sau 25 phút trong ván đấu thứ ba, SSG đang thua 0–7, nhưng bốn phút sau, SSG đã giành chiến thắng 3–0 một phần nhờ vào lượng sát thương khổng lồ của Ruler. SSG tiếp tục giành chiến thắng trong ván đấu với tỷ số 19–17 sau 71 phút. Sau chiến thắng trong ván đấu thứ tư, trận đấu đã đi đến ván đấu thứ năm mang tính quyết định. Phút thứ 8, Ruler hạ gục Bae "Bengi" Sung-woong của SKT sau một pha xâm lăng rừng thất bại. Tuy nhiên, cuối cùng SSG đã thua ván đấu với tỷ số 8–13, kết thúc Chung kết thế giới ở vị trí Á quân.
Sau khi giành được vị trí thứ ba và thứ tư trong các đợt chia tách LCK Mùa xuân và Mùa hè 2017, SSG đã đủ điều kiện tham dự Giải vô địch thế giới Liên minh huyền thoại 2017. Ở vòng bảng Giải vô địch thế giới, Samsung đã kết thúc với thành tích 4–2, với cả hai trận thua đều đến từ Royal Never Give Up. Tiến tới vòng loại trực tiếp, họ đã đánh bại Longzhu Gaming và Team WE ở tứ kết và bán kết, SSG tiến vào trận chung kết Giải vô địch thế giới, nơi họ một lần nữa phải đối mặt với SK Telecom T1. Trong ván đầu tiên của trận chung kết, Ruler chơi Xayah và không có lần chết nào và tham gia hạ gục 100%, đóng góp hai lần hạ gục và năm lần hỗ trợ. Tiếp tục trong ván thứ hai, khi chơi Xayah, anh duy trì không có lần nằm xuống nào, bốn lần hạ gục và năm lần hỗ trợ. Chuyển sang Varus trong ván thứ ba, một khoảnh khắc quan trọng đã xảy ra ở phút thứ 39, khi Ruler sử dụng tốc biến đẩy mình về phía người đi đường giữa của SKT là Lee "Faker" Sang-hyeok, sử dụng Sợi Xích Tội Lỗi khóa chết Faker, những người còn lại nhanh chóng dồn khống chế và hạ gục Faker ngay sau pha xử lý của Ruler, góp phần mang đến bước ngoặt lớn để SSG dành chiến thắng trước SKT T1 và lên ngôi vô địch năm đó. Mặc dù chỉ thiếu 100% tỷ lệ tham gia hạ gục trong ván thứ ba, Ruler đã kết thúc với bốn lần hạ gục, hai lần chết và 11 lần hỗ trợ. Với chiến thắng 3–0, Ruler đã giành chức vô địch thế giới đầu tiên của mình. Trong suốt loạt trận, Ruler đã khéo léo xử lý các đợt lính, đảm bảo các mạng hạ gục và trụ. Mặc dù đôi khi mắc lỗi, đội của Ruler đã hợp tác hiệu quả để sửa chữa chúng và Ruler giành được danh hiệu MVP cho loạt trận.

### GenG (2018–2022)
Vào tháng 11 năm 2017, KSV Esports, sau đó đổi tên thành Gen.G vào tháng 5 năm 2018, đã mua lại đội Liên Minh Huyền Thoại của Samsung Galaxy. Đội kết thúc với thành tích 9–9, đảm bảo đủ điều kiện tham dự vòng loại trực tiếp LCK Mùa xuân 2018. Tuy nhiên, họ phải sớm rời đi ở vòng đầu tiên khi để thua SK Telecom T1. Trong giai đoạn mùa hè tiếp theo, Gen.G đã kết thúc với thành tích 13–5, giành được một suất tham dự vòng loại trực tiếp khác. Đối thủ vòng loại trực tiếp đầu tiên của họ là Afreeca Freecs, và bất chấp những nỗ lực của mình, Gen.G phải chịu thất bại 0–2, với việc Afreeca đã hạn chế hiệu suất sát thương của Ruler trong suốt trận đấu. Sau chiến thắng trước Kingzone DragonX trong trận chung kết vòng loại khu vực LCK 2018, Ruler và đội đã đủ điều kiện tham dự Giải vô địch thế giới 2018. Tuy nhiên, họ không thể vượt qua vòng bảng, đánh dấu sự kết thúc cho hành trình của họ tại giải đấu.
Gen.G đã vật lộn trong suốt mùa giải LCK 2019. Họ kết thúc mùa giải xuân ở vị trí thứ bảy với thành tích 5–13, tiếp theo là vị trí thứ sáu vào mùa hè với thành tích 10–8. Họ đã không thể lọt vào vòng loại trực tiếp ở cả hai mùa giải. Trong một cuộc phỏng vấn năm 2022, Ruler bày tỏ rằng mùa giải 2019 đánh dấu giai đoạn thử thách nhất trong sự nghiệp thi đấu của anh. Trong thời gian này, anh đã cân nhắc đến khả năng giải nghệ.
Sau một năm đầy thử thách, Gen.G đã thực hiện những thay đổi đáng kể bằng cách sa thải tám trong số mười tuyển thủ của mình. Tuy nhiên, họ vẫn giữ Ruler, ký hợp đồng gia hạn ba năm với anh vào ngày 22 tháng 9 năm 2019. Đội đã xây dựng đội hình năm 2020 của mình xung quanh Ruler, người đóng vai trò quan trọng trong việc thu hút tuyển thủ tự do hàng đầu Kim "Clid" Tae-min gia nhập đội vào giai đoạn Off-Season. Vào ngày 1 tháng 4 năm 2020, trong một trận đấu với T1, Ruler đã đạt được một cột mốc khi trở thành tuyển thủ thứ 11 trong lịch sử LCK đạt được 1.000 lần hạ gục. Gen.G đã thể hiện tốt trong mùa giải thường xuyên, đứng đầu bảng xếp hạng với thành tích 14–4 và tiến thẳng vào Chung kết LCK Mùa xuân 2020. Mặc dù có một mùa giải thường xuyên mạnh mẽ, Gen.G đã đối đầu với T1 trong trận chung kết nhưng để thua với tỷ số 0–3. Trong giải đấu mùa hè, Gen.G vẫn duy trì được đà phát triển của mình với thành tích 14–4 khác, đảm bảo vị trí thứ ba. Màn trình diễn của Ruler trong suốt mùa giải đã giúp anh có được một suất trong đội hình xuất sắc đầu tiên của LCK Mùa hè 2020. Trong vòng loại trực tiếp, đội đã lọt vào bán kết nhưng đã bị DRX đánh bại. Để đủ điều kiện tham dự Giải vô địch thế giới 2020, Gen.G đã tham gia vòng loại khu vực LCK và lọt vào trận chung kết gặp T1. Những đóng góp của Ruler, bao gồm Senna trong trận đầu tiên và Ezreal trong trận thứ hai với một cú quadra-kill vào cuối trận, đã giúp đảm bảo chiến thắng. Gen.G tiếp tục giành chiến thắng trong trận thứ ba và giành được hạt giống LCK thứ ba cho Giải vô địch thế giới. Đội đã vượt qua vòng bảng của sự kiện và đối mặt với G2 Esports ở tứ kết. Sau khi thua trận đầu tiên, Gen.G đã có một khởi đầu nhanh chóng trong trận thứ hai, với Ruler có một cú double kill ngay sau khi Martin "Wunder" Nordahl Hansen giành được first blood. Tuy nhiên, G2 đã nhanh chóng trở lại và giành chiến thắng trong trò chơi. Đội đã cho thấy dấu hiệu của sự sống trong ván thứ ba, với Ruler rõ ràng đang cố gắng đưa trận đấu đến ván thứ tư. Tuy nhiên, G2 đã giành chiến thắng trong ván quyết định và trận đấu, chấm dứt chuỗi trận của Gen.G.
Trong mùa giải LCK Mùa xuân 2021, Gen.G đã giành được vị trí thứ hai với thành tích 13–5. Ruler được vinh danh trong đội hình xuất sắc đầu tiên của LCK Mùa xuân 2021, dẫn đầu tất cả các xạ thủ đường dưới về sát thương mỗi phút, KDA và vàng mỗi phút. Ngoài ra, anh còn dẫn đầu về sát thương cá nhân, với đóng góp trung bình là 31,3% vào tổng sát thương mỗi trận của Gen.G. Mặc dù có thành tích ấn tượng trong mùa giải, Gen.G đã không thành công trong trận chung kết play-off khi để thua DWG KIA. Trong mùa giải mùa hè tiếp theo, Gen.G tiếp tục thể hiện phong độ vững chắc của mình, giành vị trí thứ hai với thành tích 12–6. Mặc dù để thua T1 ở bán kết play-off, đội đã giành được suất tham dự Giải vô địch thế giới 2021, đánh dấu lần thứ năm Ruler xuất hiện. Mặc dù đội đã vượt qua vòng bảng và vào vòng loại trực tiếp thành công, Gen.G lại để thua EDward Gaming ở bán kết.
Trong LCK Mùa Xuân 2022, Gen.G kết thúc với thành tích 15–3. Họ đã lọt vào Chung kết LCK Mùa Xuân 2022 nhưng đã bị T1 đánh bại với tỷ số 1–3. Vào tháng 7 năm 2022, trong trận đấu với Liiv Sandbox ở LCK Mùa Hè 2022, Ruler đã đạt được 2.000 lần hạ gục tại LCK, trở thành tuyển thủ thứ ba trong lịch sử LCK đạt được cột mốc này, sau Lee "Faker" Sang-hyeok và Kim "Deft" Hyuk-kyu. Tạ LCK Mùa hè 2022, Gen.G đã thể hiện tốt với thành tích 17–1. Ruler được vinh danh là MVP của LCK Mùa hè 2022, giành được 21 trong số 40 phiếu bầu hạng nhất do các bình luận viên, tuyển thủ, huấn luyện viên và thành viên truyền thông liên kết của LCK bỏ phiếu. Anh có KDA cao nhất trong số tất cả các tuyển thủ LCK là 7,6 và ngang bằng với Lee "Prince" Chae-hwan của Liiv Sandbox về số lần hạ gục nhiều nhất là 213. Anh cũng ngang bằng với Prince về số giải thưởng "Player of the Game" nhiều nhất. Ruler, cùng với ba đồng đội của mình, đã giành được một suất trong đội hình LCK All-Pro First Team LCK Mùa Hè 2022. Gen.G giành được một suất vào Chung kết LCK Mùa hè 2022, nơi họ đối đầu với T1 vào ngày 28 tháng 8. Trong ván đầu tiên, Ruler có 16 lần hạ gục, góp công vào chiến thắng của Gen.G với tỷ số hạ gục chung cuộc là 19 đến 6. Đội đã giành chiến thắng trong loạt trận với tỷ số 3–0, mang về cho Ruler danh hiệu LCK đầu tiên và đảm bảo cho Gen.G hạt giống số 1 LCK tại Giải vô địch thế giới 2022. Tại Chung kết thế giới, Gen.G đã vượt qua vòng bảng và đối mặt với DWG KIA ở tứ kết loại trực tiếp. Gen.G thắng hai ván đầu tiên của trận đấu, nhưng DWG đã trở lại để giành chiến thắng trong hai ván tiếp theo, đưa trận đấu đến ván thứ năm quyết định. Trong giao tranh tổng cuối cùng của ván năm, Ruler đã có được một cú quadrakill quyết định, đưa Gen.G đến chiến thắng và tiến vào bán kết. Họ đối mặt với DRX ở bán kết, một đội mà họ chưa từng thua trong cả năm. Tuy nhiên, DRX đã giành chiến thắng với tỷ số 3–1, chấm dứt hành trình đến với danh hiệu Chung kết thế giới của Gen.G.
Vào ngày 10 tháng 11 năm 2022, Ruler chia tay Gen.G. Sau khi Ruler rời đi, Gen.G đã cho treo áo số 1 của Ruler.

### JD Gaming (2023–2024)
Ruler gia nhập JD Gaming (JDG) của giải đấu League of Legends Pro League (LPL) cho mùa giải 2023. Trong trận đấu LPL đầu tiên của mình vào ngày 14 tháng 1 năm 2023 gặp Bilibili Gaming, Ruler đã đạt được một cú pentakill, đánh dấu cú pentakill lần thứ bảy trong sự nghiệp của anh. Màn trình diễn của Ruler trong suốt mùa giải đã giúp anh có một suất trong Đội hình First Team của LPL Mùa xuân 2023. Trong vòng loại trực tiếp, JDG đã lọt vào Chung kết LPL Mùa xuân 2023, nơi họ đối mặt với Bilibili Gaming. JDG đã giành chiến thắng trong trận đấu với tỷ số 3–0, giúp Ruler giành được danh hiệu LPL đầu tiên của mình. Trong suốt loạt trận, Ruler đóng góp 19 lần hạ gục, 4 lần chết và 26 lần hỗ trợ, và được vinh danh là MVP của trận chung kết. Tại MSI 2023, JDG đã giành chiến thắng ở tứ kết nhánh thắng trước Bilibili Gaming vào ngày 14 tháng 5. Ruler đóng một vai trò quan trọng khi giành được 10 lần hạ gục trong ván một và 15 lần hạ gục trong ván ba, góp phần vào chiến thắng 3–0 của JDG. Đội tiếp tục thành công khi đánh bại T1 ở bán kết nhánh thắng với tỷ số 3–2. Ruler kết thúc trận đấu với 28 lần hạ gục và 17 lần hỗ trợ. JDG tiếp tục giành chiến thắng trong trận chung kết MSI 2023 trước BLG, giúp Ruler giành được danh hiệu MSI đầu tiên của mình. Vào cuối LPL Mùa hè 2023, Ruler đã giành được một suất trong đội hình LPL All-Pro của LPL Mùa hè 2023. Ở vòng loại trực tiếp, JDG đã giành chiến thắng 3–2 trước LNG Esports tại Chung kết LPL Mùa hè 2023, qua đó giành chức vô địch LPL thứ hai liên tiếp. Với chiến thắng này, JDG đủ điều kiện trở thành đại diện hạt giống số một của LPL tại Giải vô địch thế giới 2023. Sau khi giành được cả hai danh hiệu LPL, MSI và ASIAD 2023, Ruler và đồng đội Seo "Kanavi" Jin-hyeok đã có cơ hội trở thành những tuyển thủ đầu tiên trong lịch sử giành chiến thắng ở mọi sự kiện mà họ tham dự trong một năm dương lịch, nếu họ giành chức vô địch Chung kết thế giới 2023. Tuy nhiên, JDG đã bị loại ở bán kết CKTG bởi T1 với tỷ số 1–3.
Vào tháng 11 năm 2023, JDG tái ký hợp đồng có thời hạn hai năm với Ruler. Tuy vậy, anh cùng đội tuyển đã trải qua mùa giải 2024 không thành công khi JDG chỉ lần lượt về đích ở vị trí thứ 3 và thứ 5 tại LPL Mùa xuân và Mùa hè, dẫn đến việc đội không thể góp mặt tại MSI cũng như Chung kết thế giới năm đó. Cuối cùng, JDG và Ruler thống nhất chấm dứt hợp đồng sớm hơn kì hạn.

### GenG (2024–)
Sau khi Ruler chia tay JDG, đã có nhiều tin đồn về việc anh sẽ trở về khu vực LCK trong mùa giải 2025. Ngày 30 tháng 10, trong một podcast của Wolf, Ruler chia sẻ việc sẽ chỉ gia nhập GenG nếu như quay về LCK. Đúng như tuyên bố đó, ngày 20 tháng 10, Ruler kí vào bản hợp đồng có thời hạn 3 năm cùng Gen.G, chính thức quay trở lại mái nhà xưa.
Năm 2025, anh cùng với Gen.G đã giành được chức vô địch MSI thứ hai sau khi đánh bại T1 với tỉ số 3–2 tại chung kết tổng.

## Đội tuyển quốc gia
Ruler đại diện cho Hàn Quốc trong bộ môn Liên Minh Huyền Thoại tại Đại hội thể thao châu Á 2018. Đội tuyển Hàn Quốc chỉ giành được huy chương bạc sau khi để thua Trung Quốc với tỷ số 1–3 trong trận chung kết.
Ruler một lần nữa đại diện cho Hàn Quốc tại Đại hội thể thao châu Á 2022. Anh đã giành được huy chương vàng khi Hàn Quốc giành chiến thắng trước Ả Rập Xê Út, Trung Quốc và Đài Bắc Trung Hoa ở tứ kết, bán kết và chung kết. Với huy chương vàng, Ruler được miễn nghĩa vụ quân sự bắt buộc.

## Hồ sơ người chơi
Khi gia nhập LCK vào năm 2016, Ruler đã phải đối mặt với những lời chỉ trích vì số lượng tướng hạn chế của mình. Mặc dù xuất sắc trong những lựa chọn mang tính biểu tượng, chẳng hạn như Varus, Jhin và Ezreal (những tướng AD carry truyền thống), anh dường như gặp khó khăn khi bước ra khỏi vùng an toàn của mình. Năm 2018, ESPN nhấn mạnh đến sự sẵn sàng học hỏi của Ruler, coi việc đối đầu với Uzi là những khoảnh khắc quan trọng trong sự nghiệp của mình.
Trong suốt sự nghiệp, Ruler đã phát triển thành một tuyển thủ được công nhận vì tài năng trong việc sử dụng các lựa chọn carry có khả năng tăng tiến sức mạnh vào cuối trận, bao gồm Aphelios, Jhin và Jinx. Phong cách chơi của anh tập trung vào việc ưu tiên farm và đạt được ngưỡng sức mạnh ở giai đoạn cuối trận, nơi anh nổi lên như là chốt chặn cho lượng sát thương đầu ra của Gen.G trong những chiến thắng quan trọng. Mặc dù là mục tiêu chính của đối thủ, Ruler đã thể hiện khả năng đặc biệt trong việc xử lý các pha băng trụ và nổi tiếng với việc xoay chuyển giao tranh có lợi cho đội của mình, ngay cả khi bị thua thiệt về tài nguyên. Trong những tình huống mà những người chơi ADC khác có thể gặp khó khăn, Ruler liên tục gây ra lượng sát thương đáng kể. Thay vì tập trung vào việc giành chiến thắng ở đường, anh ưu tiên tối đa hóa việc farm để gánh team ở giai đoạn cuối. Điểm mạnh của Ruler nằm ở khả năng tác động đến giao tranh tổng từ xa, mang lại cho anh lợi thế hơn hầu hết các ADC áp dụng cách tiếp cận trực diện hơn. Mặc dù đôi khi bị gắn mác ích kỷ do tập trung vào giai đoạn cuối trận, chiến lược dễ đoán, nhưng hiệu quả của Ruler là một thành phần quan trọng trong thành công của anh.